# Fimbristylis ferruginea
Fimbristylis ferruginea är en halvgräsart som först beskrevs av Carl von Linné, och fick sitt nu gällande namn av Vahl. Fimbristylis ferruginea ingår i släktet Fimbristylis och familjen halvgräs. IUCN kategoriserar arten globalt som livskraftig.

## Underarter
Arten delas in i följande underarter:
- F. f. ferruginea
- F. f. sieberiana